# Nance County
Nance County is een county in de Amerikaanse staat Nebraska.
De county heeft een landoppervlakte van 1.143 km² en telt 4.038 inwoners (volkstelling 2000). De hoofdplaats is Fullerton.

## Bevolkingsontwikkeling

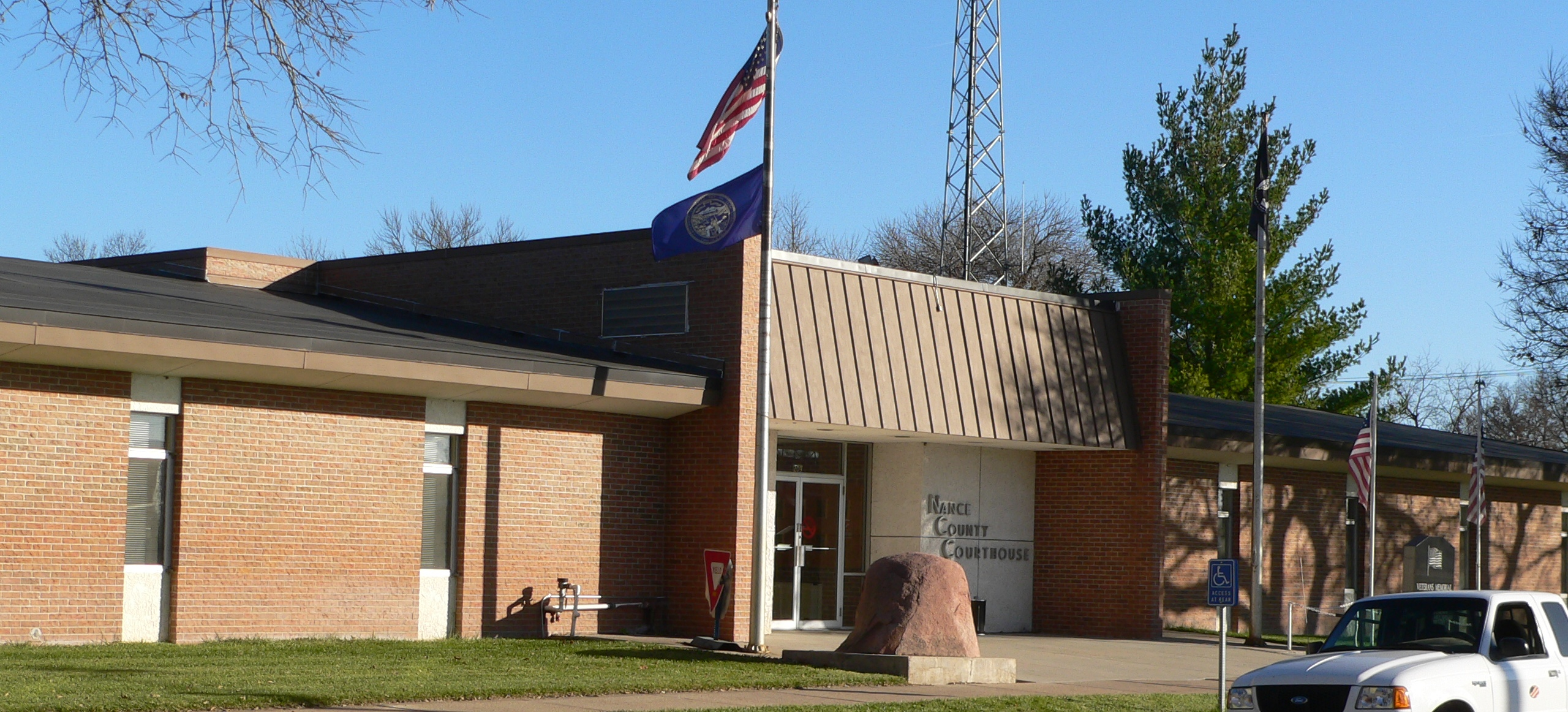
Nance County Courthouse